# Odontomyia rectifasciata
Odontomyia rectifasciata är en tvåvingeart som beskrevs av Macquart 1838. Odontomyia rectifasciata ingår i släktet Odontomyia och familjen vapenflugor. Inga underarter finns listade i Catalogue of Life.